# Benzidamin
A benzidamin a nem szteroid gyulladásgátlók csoportjába tartozik, fájdalomcsillapító, antiexsudatív, valamint antiszeptikus és helyi érzéstelenítő hatással is rendelkezik.

## Hatása
Fájdalomcsillapító, gyulladáscsökkentő, valamint helyi érzéstelenítő hatását a sejtmembrán stabilizálásán, a prosztaglandin szintézis gátlásán, valamint a kationcsatornák nem szelektív gátlásán keresztül fejti ki.

## Fordítás
Ez a szócikk részben vagy egészben  a   Benzydamine című angol Wikipédia-szócikk ezen változatának fordításán alapul.  Az eredeti cikk szerkesztőit annak laptörténete sorolja fel. Ez a jelzés csupán a megfogalmazás eredetét és a szerzői jogokat jelzi, nem szolgál a cikkben szereplő információk forrásmegjelöléseként.